# Zmarta
Zmarta är en prisjämförelsetjänst som erbjuder jämförelser av lån, el och försäkring. 
Företaget startades 1999 under namnet Bolåneservice men bytte senare namn till Freedom Finance AB. 2015 lanserade Freedom Finance varumärket Zmarta i Sverige, Norge och Finland.
Sedan 2016 ägs Zmarta av den tyska mediekoncernen Bauer Media Group och har sedan dess organiskt och genom förvärv. 2018 köpte Zmarta Group exempelvis prisjämförelsetjänsterna Elskling och Insplanet och lanserade därmed elprisjämförelse och försäkringsjämförelse på zmarta.se
År 2020 finns Zmarta i Sverige, Norge och Finland. Utöver huvudkontoret i Stockholm har man kontor i Ängelholm, Jönköping, Oslo och Helsingfors. Sammanlagt jobbar över 200 medarbetare på Zmarta Group.